# Sent Jan de Ceirargues
Sent Jan de Ceirargues (en francès Saint-Jean-de-Ceyrargues) és un municipi francès situat al departament del Gard i a la regió d'Occitània.